# Stephan Rauschert
Stephan Rauschert (28 febbraio 1931 – 1986) è stato un botanico tedesco.

## Biografia
Micologo e pteridologo, è stato nella sua attività uno scopritore di nuove specie, annoverando oltre 1.120 record su IPNI.

## Alcune opere
- 1960. Über die Anwendung des Namens Boletus erythropus. Westfälische Pilzbriefe 2: 116-118
- 1961. Wiesen- und Weidepflanzen: Erkennung, Standort und Vergesellschaftung, Bewertung und Bekämpfung. Editor Neumann Verlag, 405 pp.
- 1962. Polyporus rhizophilus Pat. ein für Deutschland neues Steppenpilze. Westfälische Pilzbriefe 3: 53-59, 1 fig. 1 mapa
- 1963. Der schwarzköpfige Haarstern (Trichaster melanocephalus Cerniaiev). Mykologisches Mitteilungsblatt Halle 7 (3): 73-79
- 1964. Montagnea arenaria (DC. ex Fries) Zeller, ein für Deutschland neuer Steppenpilz. Westfälische Pilzbriefe 5: 1-13, 2 figs.
- 1965. Vergleichende Chorologie der zentraleuropäischen Flora. Vol. 1. Con Eckehart J. Jäger, Erich Weinert. Editor Hermann Meusel & G. Fischer, pp. 841, ISBN 3-334-60369-5
- 1965. Mycenastrum corium (Guers. in DC.) Desv. in Mitteldeutschand gefunden. Westfälische Pilzbriefe 5 (7-8): 105-113, 3 figs.
- 1977. Sylva Hercynia: Sive Catalogus plantarum sponte Nascentium in Montibus. 425 pp.
- 1985. Proposal to conserve Leccinum with L. aurantiacum as typ. cons. (Fungi: Boletaceae). Taxón 34 (4): 713
- 1986. Code der pflanzensoziologischen nomenklatur. Con J.J. Barkman, Jaroslav Moravec. 2ª ed. de W. Junk, 53 pp.
- 1986. Proposal to reject the species name Scleroderma aurantium (L.: Pers.) Pers. (Fungi). Taxón 35 (3): 600
- 1986. Proposal to conserve 8978 Antennaria (Compositae) vs. sanctioned Antennaria (Fungi). Taxón 35 (4): 749-750
- 1986. Proposal to add a Note in Art. 73.1 or 75.1 and to add a new Rec.50G. Taxón 35 (4): 794
- 1987. Nomenklatorische Studien bei Höheren Pilzen IV. Nichtblätterpilze (Aphyllophorales) mit Ausschluss der Porlinge. Feddes Repertorium Specierum Novarum Regni Vegetabilis 98 (11-12): 657-664
- 1987. Nomenklatorische Studien bei Höheren Pilzen III. Röhrlinge (Boletales). Nova Hedwigia 45 (3-4): 501-508.
- 1987. Proposal to conserve Trametes Fr. (Fungi Caeteri) with a conserved type. Taxón 36 (1): 164-165
- 1988. Código de nomenclatura fitosociológica. Vol. 4 de Opuscula botanica pharmaciae complutensis. Con J.J. Barkman, J. Moracec. Editor Cát. de Botánica, Fac. de Farmacia, Univ. Complutense, 125 pp.
- 1988. Neue Namenskombinationen bei Höheren Pilzen. Haussknechtia 4: 51-55
- 1989. Nomenklatorische Studien bei höheren Pilzen I. Russulales (Täublinge und Milchlinge). Česká Mykologie 43 (4): 193-209
- 1989. Der Sydney-Code und Probleme der Sanktionierung von Pilznamen. International Journal of Mycology & Lichenology 4 (1-2): 205-297
- 1990. Nomenklatorische Studien bei Höheren Pilzen II. Porlinge (Polyporales s.lat.) Feddes Repertorium Specierum Novarum Regni Vegetabilis 101 (11-12): 639-644
- 1992. Nomenklatorische Studien bei Höheren Pilzen V. Agaricales (Blätterpilze unter Ausschluss der Täublinge und Milchlinge). Nova Hedwigia 54 (1-2): 213-228
- 1995. Kodeks Nomenklatury Fitosocjologicznej. Vol. 16 de Polish Botanical Studies: Guidebook Series. Con J.J. Barkman, Jaroslav Moravec. Editor Polish Acad. of Sci. ISBN 83-85444-39-4, 58 pp.
- 2007. Orchideenlexikon. Con Rose-Maria Rauschert. Editor Weissdorn-Verlag, pp. 606, ISBN 3-936055-52-1

| Rauschert è l'abbreviazione standard utilizzata per le piante descritte da Stephan Rauschert. Consulta l'elenco delle piante assegnate a questo autore dall'IPNI. |

| Controllo di autorità | VIAF (EN) 10245457 · ISNI (EN) 0000 0000 5236 1028 · LCCN (EN) nr2002017920 · GND (DE) 13710894X · CONOR.SI (SL) 158595171 |